# Victor Tourine
Victor Alexandrovitch Tourine (en russe : Виктор Александрович Турин), né en 1895 à Saint-Pétersbourg et mort le 15 mai 1945 à Moscou, est un réalisateur russe et soviétique de cinéma et de films documentaires.

## Biographie
Tourine étudie à l'école de théâtre de Saint-Pétersbourg. En 1912, il se rend aux États-Unis pour étudier à l'Institut technique de Boston. Il travaille ensuite à Hollywood en tant qu'acteur et librettiste. En 1922, il retourne en Union soviétique et y travaille comme metteur en scène. Son premier long métrage Borba gigantow (гигантов Борьба), de 1926, a pour sujet la lutte des classes dans la société capitaliste.

### Turksib
Une des principales œuvres de Victor Tourine est, en 1929, le documentaire Turksib (Турксиб) sur la construction de la ligne de chemin de fer Turksib (Turkestan-Sibérie) qui reste l'un des films muets les plus importants du cinéma russe. Comme le film est terminé avant la totalité de la construction de la ligne, le documentaire et longuement utilisé à des fins de propagande. Il montre que d'importantes ressources de l'Est du pays ne sont pas exploitées en raison du manque d'infrastructures et donc la construction de la ligne de chemin de fer est donc primordiale malgré les privations et la lutte à appliquer contre les forces de la nature.
Le réalisateur britannique John Grierson a présenté une version du film en anglais, ce qui a exercé une grande influence sur le mouvement documentaire britannique des années 1930.

## Filmographie
- 1926 : Le Combat des géants
- 1928 : Le Provocateur (ru)
- 1929 : Turksib